# Laura Biagiotti
Laura Biagiotti (née en 1943 à Rome et morte le 26 mai 2017 dans la même ville) est une styliste italienne de prêt-à-porter de luxe.

## Biographie
Laura Biagiotti étudie la littérature à Rome, et envisage de devenir archéologue. Puis elle commence à aider son père et sa mère dans l'entreprise familiale, une entreprise de confection ou elle crée en 1972 son premier défilé.
La maison de couture des Biagiotti située sur la Via Condotti à Rome est maintenant classée en Italie parmi les plus grandes maisons de couture. Elle s'installe pendant un temps à Pékin où elle est, en avril 1988, le premier créateur italien à présenter une collection en Chine.
Elle est surtout connue dans le monde de la mode pour son travail sur le cachemire. Souvent surnommée « la reine du cachemire », elle fut une des premières femmes les plus primées : « Cavaliere del lavoro » (Chevalier du travail) en 1995, « Donna dell' Anno » (Femme de l'Année) en 1992, Présidente du Comité Leonardo en 2000, Prix de la femme d'Europe en 2001.
Elle a ainsi fêté ses 40 ans de carrière en 2012.
Selon le site officiel de son entreprise, elle a reçu en 1995 le prix Marco Polo du gouvernement chinois pour son travail. Elle a également reçu le prix Leonardo en Italie.
Laura Biagiotti est décédée à Rome le 26 mai 2017 à l’âge de 73 ans, des suites d’un arrêt cardiaque.